# Иллюзии (альбом «Зоопарка»)
Иллюзии — четвертый и последний студийный альбом группы «Зоопарк», составленный лейблом Отделение «Выход» из студийных записей 1984—1987 годов. В интервью Майк упоминал о своём желании записать альбом с таким названием.
Впервые выпущен на CD в 2000 году. В 2013 году был переиздан на LP лейблом «Мирумир».

## Список композиций
1. «Я продолжаю забывать»
2. «Позвони мне рано утром»
3. «Твист»
4. «10 лет назад»
5. «Сладкая N»
6. «Салоны»
7. «Пригородный блюз № 2»
8. «Ром и пепси-кола»
9. «Баллада о Кроки, ништяке и карме»
10. «Милый доктор»
11. «Мария»
12. «Иллюзии»
13. «Вот и всё» (бонус трек) (только на CD)

## Музыкальные особенности альбома
Запись производилась в разное время (с 1984 по 1987 годы) и в разных студиях на территории Ленинграда. Дополнительные барабаны и гитары к первому треку «Я продолжаю забывать» были записаны в 2000 году на базе студии MMS.
Альбом содержит как уже издававшиеся ранее песни, так и новые на тот момент работы группы. К слову, некоторые старые хиты были существенно изменены, например «Сладкая N». Если первоначальная версия этой песни очень походила на «Sweet Jane» Лу Рида, то новый вариант был сделан в духе твиста с изменением мелодии композиции, но сохранением текста.
Такие композиции, как «Иллюзии», «Салоны», «Ром и пепси-кола» исполнялись Майком в акустическом варианте раньше во время концертов и квартирников, на альбоме же они были записаны с участием музыкантов. При этом, «Ром и пепси-кола» (известная также под аббревиатурой РиПК) имеет несколько текстовых вариантов, на студийной записи представлен один из самых распространённых.
Песня «Милый доктор» записывалась для альбома «Белая полоса», но не вошла в его окончательную редакцию. Во время переиздания альбома на CD она была добавлена как один из бонус-треков.
В целом, альбом получился достаточно разношёрстным, но основная направленность, конечно, сохранилась в ритм-н-блюзовом ключе, правда, с добавлением различных звуковых эффектов.

## Состав музыкантов
- Майк Науменко — вокал, гитара
- Александр Храбунов — гитара, бас-гитара (1-3, 5, 7, 9)
- Сергей Тесюль — бас-гитара (4, 12)
- Андрей Муратов — клавишные (4, 12)
- Александр Донских — клавишные (6, 8, 13), вокал (8), бэк-вокал (4, 11, 12)
- Валерий Кирилов — ударные (1, 4, 12)
- Алексей Мурашов («Секрет») — ударные (2, 3, 5, 7, 9)
- Сергей Киселёв — ударные (1)
- Александр Гаврилов — клавишные (11)
- Наталья Шишкина — бэк-вокал (4, 11, 12)
- Галина Скигина — бэк-вокал (4, 11, 12)
- Андрей Тропилло — флейта (10), хор (10)
- Владимир Леви («Тамбурин») — хор (10)

Звук
- Андрей Тропилло
- Андрей Наследов (6, 8, 13)
- Михаил Киянов, Константин Никулин (4, 11, 12)
- Павел Сверчков, Олег Клишин (1)

Реставрация, мастеринг и продюсирование — Евгений Гапеев.
Все песни написаны Майком, за исключением «Милый доктор», которая является, по сути, русскоязычной кавер-версией песни британской рок-группы The Rolling Stones «Dear doctor». Также, в композиции «Иллюзии» указано соавторство А. Донских (муз.).